# Chlorissa albistrigulata
Chlorissa albistrigulata là một loài bướm đêm trong họ Geometridae.